# Novák Margaréta
Novák Margaréta (Novák Mezőlaky Margaréta; szlovákul Margaréta Pölhös Nováková) (1958. –) lévai történész, régész, muzeológus.

## Élete
Hulják Pál lévai tanár, múzeumigazgató unokahúga. Édesapja fogász, édesanyja pedagógus volt.
Régészetet végzett a prágai Károly Egyetemen.
1983-1992 között a lévai Barsi Múzeum régésze, majd 1999-2020 között régész-történésze, 2014-től igazgatóhelyettese. A 2003-ban nyílt új állandó kiállítás rendezője.
A nyitrai pipaklub tagja. Az Art for Help jótékonysági kiállítás egyik szervezője. A Garamvölgye munkatársa.
Lányai Ágota irodamenedzser, Eszter lakberendező és Éva.

## Elismerései
- 2007 Pavol Huljak emlékérem[6]
- 2022 Nitrianska lunica[7]

## Művei
- 1983 Výskum levického hradu. AVANS 1983, 187-189
- 1986 Nové objavy z oblasti archeológie v okrese Levice (1983-1984). Vlastivedný spravodaj Tekovského múzea v Leviciach 11, 9-12
- 1988 Rímske spony v zbierkach Tekovského múzea. Vlastivedný spravodaj Tekovského múzea v Leviciach 12, 49-53
- 1990 175 éves a lévai gimnázium. In: A CSEMADOK Lévai Alapszervezetének Évkönyve.
- 1991 Kostrový hrob z 10. storočia na Ludanskej ulici v Leviciach. AVANS 1989, 83.
- 1991 Záchranný výskum v Sikenici, časť Veľký Pesek. AVANS 1989
- 1992 Bronzové sekery s tulajkou a postranným uškom v zbierkach Tekovského múzea v Leviciach. Acta Musei Tekovensis Levice I, 157-160
- 1992 Pohľadnica z Grécka. Pohronie 25/34, 4
- 2002 Múzeum v premenách času 1927-2002. Pamätnica k 75. výročiu založenia múzea v Leviciach. (tsz.)
- 2005 Ojedinelý nález bronzového hrotu kopije z Tekovských Lužian. Archeologické výskumy a nálezy na Slovensku v roku 2005, 25. (tsz. Jozef Bátora)
- 2007 Spoločenský život a dejiny cechov. Múzeum 53/2, 27-28.
- 2010/2016 Levice - monografia mesta. Banská Bystrica. (tsz.)
- 2010 A lévai egyesületek tevékenysége a 19. század végén és a 20. század elején / Činnosť levických spolkov na konci 19. a na začiatku 20. storočia. Musaeum Hungaricum 3.
- 2014/2018 Léva (útikalauz)[8]
- 2015 Zberateľ Jozef Nécsey a nové poznatky o vzniku Mestského múzea v Leviciach. In: Valach, J. (ed.): Vráble príspevky k histórii mesta. Vráble, 80–89.
- 2016 Myšlienky na margo jednej brány. In: Zborník z II. medzinárodnej konferencie Modrý Kameň, september 2014 - Valentín Balaša a jeho doba - historické súvislosti.
- 2018 A lévai nőegylet története. In: Musaeum Hungaricum 7, 25-32.
- 2019 Nález bronzovej ihlice v Hronských Kosihách. AVANS 2014, 16. (tsz. J. Bátora)
- 2023 Hol sírjaik domborulnak - Neves személyiségek sírhelyei és emlékművek a lévai temetőkben (tsz.)